# David Hollatz
David Friedrich Hollatz (ur. w 1648 w Ulikowie, zm. 17 kwietnia 1713 w Dobrzanach) – niemiecki duchowny i teolog luterański, dogmatyk. 

## Życiorys
Jego ojciec Michael był urzędnikiem i dzierżawcą w Ulikowie. Zmarł, gdy David miał 4 lata. Hollatz rozpoczął swoją edukację w Stargardzie i Gorzowie, następnie w Erfurcie studiował hebrajski i języki klasyczne. W Wittenberdze uzyskał stopień magistra, kształcąc się pod kierunkiem A, Calova, J. Quenstedta, J. Meisnera i J. Ch. Kirchmayera. 
W roku 1670 został kaznodzieją w Poczerninie, od 1681 pełnił tę funkcję również w stargardzkim Kościele Augustiańskim. Od 1683 był konrektorem (zastępcą rektora) szkoły i kolegium w Stargadzie. W 1684 roku został rektorem gimnazjum katedralnego w Kołobrzegu, a w 1692 pastorem i proboszczem w Dobrzanach. 
Był trzykrotnie żonaty, miał trzynaścioro dzieci. Jego syn, David (1679-1743), również został pastorem. Początkowo pełnił urząd w Nosowie, a po śmierci ojca objął jego posadę w Dobrzanach. Podobnie i jego syn, także David (1704-1771) był pastorem w Nosowie i pozostawił po sobie pisma teologiczne. Potomkiem Davida Hollatza seniora był także inny pomorski teolog, Albert Friedrich Heinrich David Hollatz (1811-1849).

## Teologia
Za największe dzieło Hollatza uchodzi Examen theologicum acromaticum (1707, później liczne przedruki) – podręcznik dogmatyki napisany z myślą o uczniach kołobrzeskiego gimnazjum. Nie reprezentuje on oryginalnej myśli teologicznej – jest oparty w dużej mierze na pracach Gerharda, Calova czy Schertzera – wyróżnia się jednak ścisłością i klarownością wywodu, próbą liberalizacji niektórych zagadnień w granicach ortodoksji oraz pojednawczą postawą. Hollatz buduje swoje dzieło w oparciu o schemat pytań o odpowiedzi: stawia pytania o zwyczajowe zagadnienia doktrynalne, a odpowiadając, odwołuje się do definicji i podziałów terminologicznych, przedstawia kontrargumenty, spostrzeżenia i dowody zaczerpnięte z Pisma. Opracowanie każdego z tematów kończy krótka modlitwa, wskazująca na Boga jako na źródło prawdy i mądrości. Całość podzielona jest na cztery części: opisującą Boga jako przedmiot teologii, upadłego człowieka jako podmiot teologii, źródła i środki naszego zbawienia oraz zagadnienia eklezjologiczne.
Dzieło Hollatza było ostatnim całościowym i systematycznym wykładem luterańskiej ortodoksji przed nastaniem ery pietyzmu. Choć również u niego można dostrzec pewne wpływy pietystyczne (np. skłonność do uwzględniania jednostkowej perspektywy egzystencjalnej), w pracy Scrutinium veritatis in mysticorum dogmata (1711) występował on przeciw mistycznym tendencjom tego nurtu.

## Dzieła
- Examen theologicum acroamaticum, Stargard 1707;
- Scrutinium veritatis in mysticorum dogmata, Wittenberg 1711;
- Ein gottgeheiligt dreifaches Kleeblatt, 1713;
- Anweisung zum Rechten Gebet im Geist und in der Wahrheit. Leipzig/Görlitz 1747;
- Die Meßianische Religion, Zwickau 1747;
- Sämtliche Erbauliche Schrifften, Frankfurt am Main 1750;
- Evangelische Gnaden-Ordnung, Zürich 1751;
- Abhandlung Vom Zustand der Kirche Christi zur letzten Zeit, Frankfurt am Main/Leipzig 1752.

Niektóre dzieła Hollatza zostały w XVIII wieku przetłumaczone na język polski i wydane drukiem.